# Sımada
Sımada är en ort i Azerbajdzjan.   Den ligger i distriktet Saatlı Rayonu, i den sydöstra delen av landet, 130 km sydväst om huvudstaden Baku. Antalet invånare är 1 372.
Terrängen runt Sımada är mycket platt. Närmaste större samhälle är Nasimikend, 9,4 km norr om Sımada.
Trakten runt Sımada består till största delen av jordbruksmark. Runt Sımada är det ganska tätbefolkat, med 80 invånare per kvadratkilometer.